# Gniłowody (Rosja)
Gniłowody (ros. Гниловоды) – wieś (sieło) w Rosji, w obwodzie lipieckim, w rejonie izmałkowskim. W 2010 liczyła 133 mieszkańców.